# Nekkour
Nekkour  (in arabo نقور‎?) è un centro abitato e comune rurale del Marocco situato nella provincia di Al-Hoseyma, regione di Tangeri-Tetouan-Al Hoceima. Conta una popolazione di 8 963 abitanti (censimento 2014).